# ادوارد اینگوویل-ویلیامز
ادوارد اینگوویل-ویلیامز (انگلیسی: Edward Ingouville-Williams; ۱۳ دسامبر ۱۸۶۱ – ۲۲ ژوئیهٔ ۱۹۱۶) فرد نظامی اهل پادشاهی متحد بریتانیای کبیر و ایرلند بود. وی همچنین برندهٔ جوایزی همچون نشان حمام شده‌است.